# Skimagistrale Erzgebirge/Krušné hory

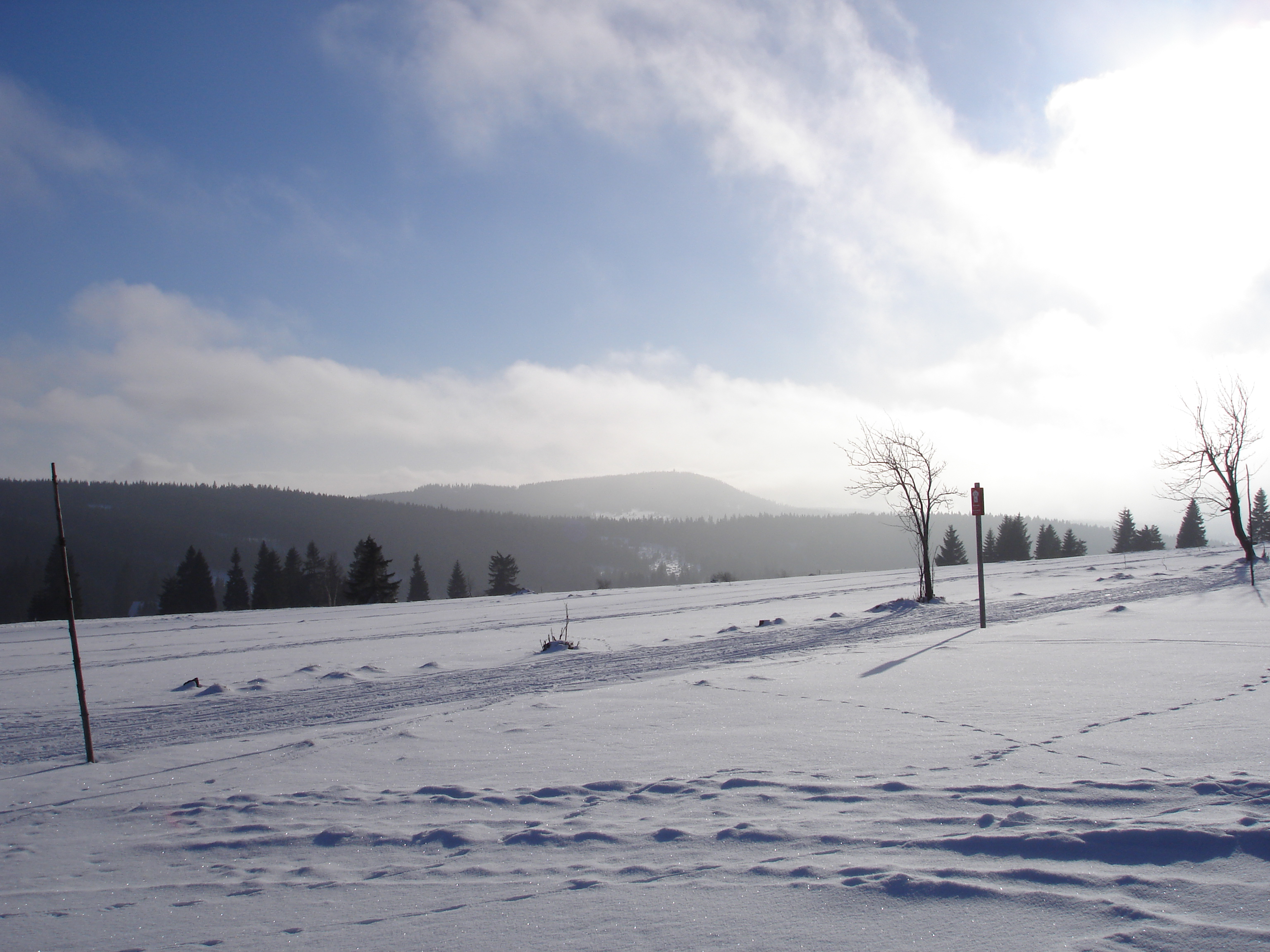
Skimagistrale zwischen Boží Dar und Abertamy mit Blick zum Plešivec (Pleßberg)

Als Skimagistrale Erzgebirge/Krušné hory wird ein Skifernwanderweg auf der gesamten Länge des Erzgebirgskammes zwischen Schöneck/Vogtl. und Altenberg bezeichnet.

## Verlauf
Vom vogtländischen Schöneck über Mühlleithen bis ins westerzgebirgische Johanngeorgenstadt verläuft die ausschließlich auf sächsischem Gebiet verlaufende Kammloipe.
Daran anschließend ist die Wegtrasse als Skimagistrale SM gekennzeichnet. Dieser wechselseitig auf tschechischem und deutschem Territorium über den gesamten Kamm des Erzgebirges geführte Skiwanderweg führt über Pernink, Boží Dar (Gottesgab), Kovářská, den Hirtstein, Rübenau, Hora Svaté Kateřiny (Sankt Katharinaberg) und Seiffen/Erzgeb. bis ins osterzgebirgische Deutschgeorgenthal.
Von dort führt als dritter Abschnitt die Osterzgebirgsloipe über Teichhaus und Neurehefeld bis in die Bergstadt Altenberg.
Offiziell gilt dieser grenzüberschreitende Skiwanderweg als gutes Beispiel der Zusammenarbeit zwischen den tschechischen und deutschen Nachbargemeinden zur gemeinsamen touristischen Nutzung des Erzgebirges.
In der Realität sind größere Abschnitte der Skimagistrale mangelhaft markiert bzw. völlig ohne Beschilderung. Wegen mangelnder Abstimmung mit den tschechischen Behörden existiert zudem eine Überschneidung mit der Krušnohorská lyžařská magistrála (KLM), einem schon seit den 1970er Jahren existierenden Skifernwanderweg in Tschechien.